# Philodendron wallisii
Philodendron wallisii är en kallaväxtart som beskrevs av Eduard August von Regel och Adolf Engler. Philodendron wallisii ingår i släktet Philodendron och familjen kallaväxter.
Artens utbredningsområde är Colombia. Inga underarter finns listade.